# Hans Kelsen
Hans Kelsen (* 11. Oktober 1881 in Prag, Österreich-Ungarn; † 19. April 1973 in Orinda bei Berkeley, USA) war ein österreichisch-amerikanischer Rechtswissenschaftler.
Kelsen gilt als einer der bedeutendsten Rechtswissenschaftler des 20. Jahrhunderts. Insbesondere brachte er im Staatsrecht und im Völkerrecht herausragende Beiträge hervor, auch gilt er als exzellenter Rechtstheoretiker. Gemeinsam mit Georg Jellinek und dem Ungarn Félix Somló gehörte er der Gruppe der österreichischen Rechtspositivisten an, deren Denken er mit seinem Hauptwerk, die Reine Rechtslehre, maßgeblich beeinflusste. Neben H. L. A. Hart zählt Kelsen zu den bedeutendsten Vertretern des Rechtspositivismus im 20. Jahrhundert.

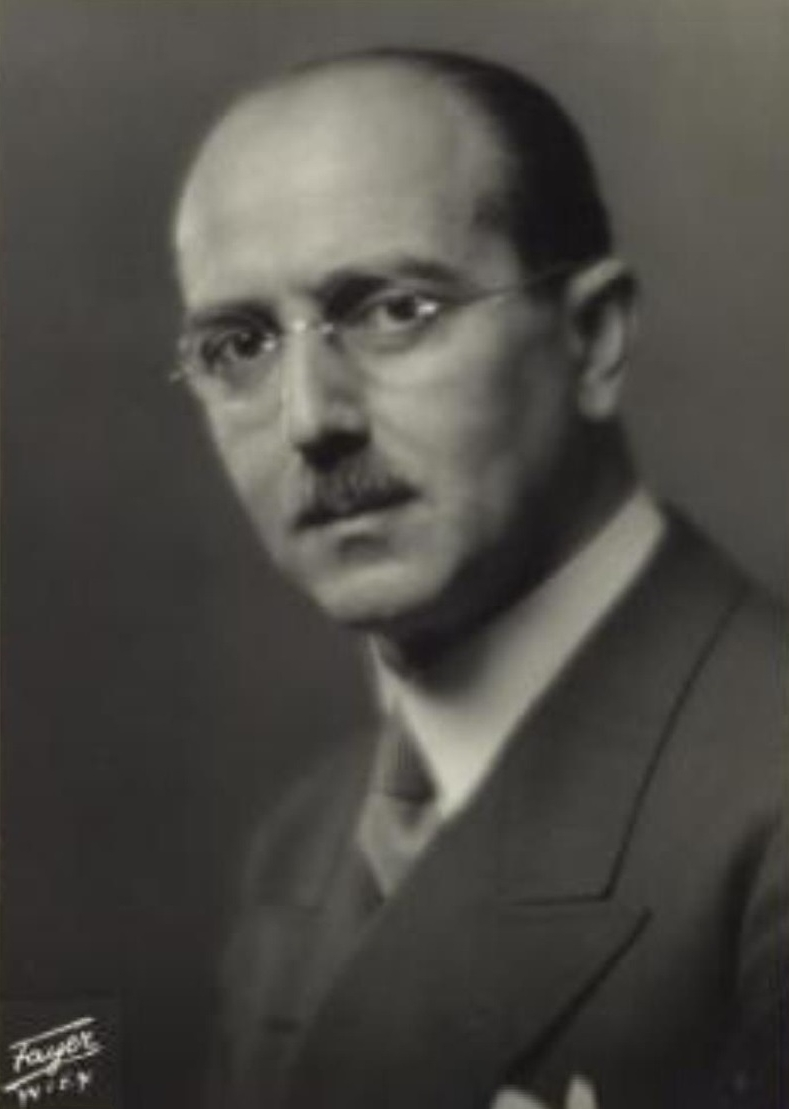
Aufnahme von Georg Fayer (~1930)

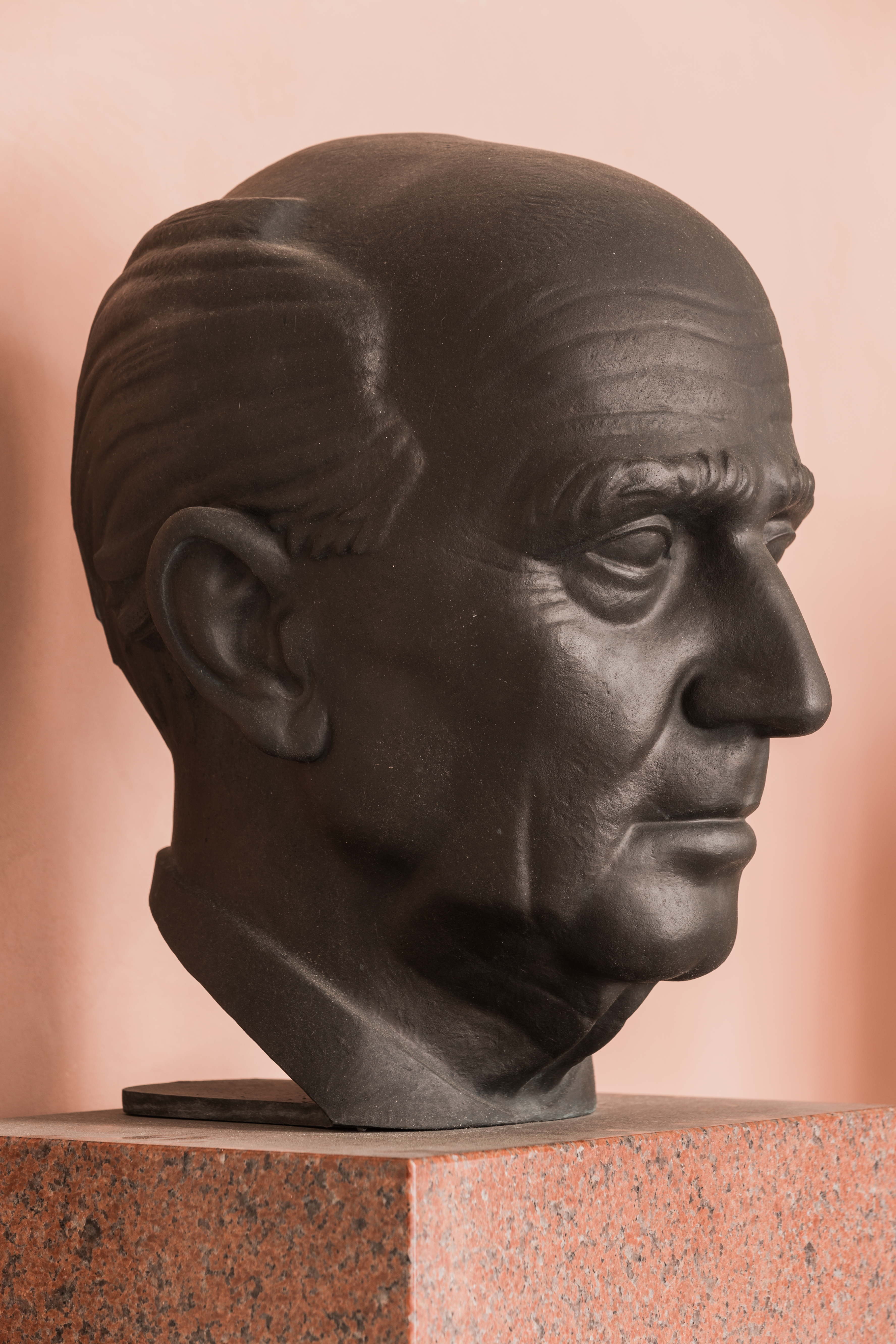
Hans Kelsen, Büste von Ferdinand Welz in der Universität Wien

Schon 1920 erklärte Kelsen den Respekt gegenüber Minderheiten als „höchsten Wert“ einer repräsentativen Demokratie und gilt als Architekt der im selben Jahr geschaffenen österreichischen Bundesverfassung. Diese ist bis heute großteils noch in Kraft.

## Leben

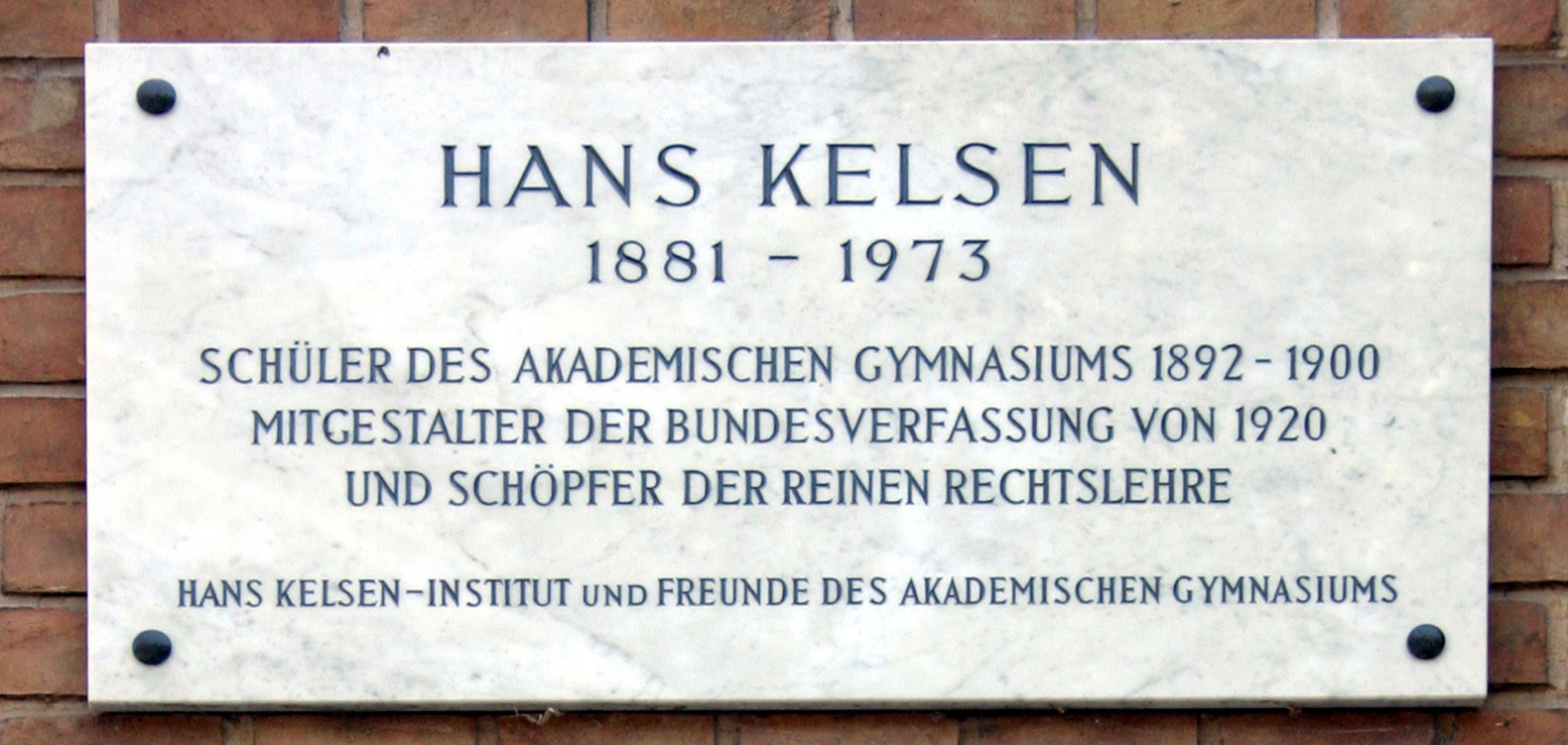
Gedenktafel an Kelsens ehemaliger Schule

Kelsen entstammte einer deutschsprachigen jüdischen Familie in Prag. Der Vater Adolf Kelsen (1850–1907) stammte aus Brody im östlichen Galizien, seine Mutter Auguste Löwy (1860–1950) aus Neuhaus in Böhmen.

### Studium und Lehrtätigkeit in Wien
Die Familie zog bald nach Wien; sein Vater wollte dort mit seinem Lampengeschäft expandieren. Hans besuchte zunächst eine private evangelische Volksschule. Wegen finanzieller Schwierigkeiten seines Vaters musste Kelsen danach eine städtische Volksschule besuchen, was er zeitlebens als Demütigung empfand. Danach absolvierte er das durchaus elitäre Akademische Gymnasium in Wien. Einer seiner Schulkollegen war Ludwig von Mises, später Professor für Nationalökonomie und Verfechter des wirtschaftlichen Liberalismus. 1905 trat Kelsen zum römisch-katholischen Glauben über; 1912 wechselte er zur Evangelischen Kirche des Augsburger Bekenntnisses.
Kelsen studierte an der Universität Wien Rechtswissenschaften und habilitierte sich 1911 in Staatsrecht und Rechtsphilosophie. Außerdem besuchte er ein Seminar der Universität Heidelberg, wo er dem Staatsrechtsprofessor Georg Jellinek (1851–1911) begegnete. 1912 heiratete Kelsen Margarete Bondi (1890–1973). Das Paar hatte zwei Töchter: Hanna (1914–2001) und Maria (1915–1994).
1917 wurde Kelsen außerordentlicher Professor an der Universität Wien, 1919 Ordinarius. Zu seinen Schülern zählten unter anderen Hersch Lauterpacht und Leo Gross.

### Berater des letzten k.u.k. Kriegsministers
Während des Ersten Weltkrieges wurde Kelsen vorerst als dienstuntauglich eingestuft und kurzzeitig in der zentralen Hemdenvergabestelle eingesetzt. In der Folge war er als Mitarbeiter des letzten k.u.k. Kriegsministers, Rudolf Stöger-Steiner, an militärpolitischen Plänen beteiligt, die von der zu erwartenden Ablösung der österreichisch-ungarischen Realunion durch eine bloße Personalunion ausgingen.
Kelsen befasste sich u. a. in einem Aufsatz mit der dann erforderlichen Teilung der k.u.k. Armee in eine österreichische und eine ungarische Armee. Diese Teilung fand schließlich auf Grund des von Kaiser Karl I. in seiner Funktion als König Karl IV. von Ungarn sanktionierten Beschlusses Ungarns, die Realunion aufzukündigen, am 31. Oktober 1918 statt. Allerdings konnten der gemeinsame Kriegsminister, der gemeinsame Ministerrat oder die k.k. österreichische Regierung darauf keinen Einfluss mehr nehmen.
Im Oktober 1918 wurde von Kelsen eine staatsrechtliche Denkschrift mit Planungen zur Vermeidung einer ökonomischen und politischen Katastrophe auf dem Gebiet der Monarchie ausgearbeitet. Heinrich Lammasch und Kelsen erhielten daraufhin persönlich vom Kaiser im Hauptquartier in Baden den offiziellen Auftrag zur Bildung einer „Liquidations-Kommission“, die staatsrechtliche Verhandlungen zur „Rettung des Gemeinwesen“ zu führen hatte. Die anschließenden Verhandlungen, die Lammasch mit den Vertreter der verschiedenen Nationalitäten führte, gestalteten sich anfänglich günstig. Aber am 20. Oktober 1918 berichtete Lammasch Kelsen, dass die Mission wegen der Weigerung der tschechischen Politiker, mitzumachen, nicht durchführbar ist. Kelsen übernahm die Benachrichtigung des Kaisers in Gödöllő. Unmittelbar darauf wurde von Lammasch, Redlich und Kelsen die dem Kaiser vorzuschlagende Ministerliste der Regierung Lammasch, des Liquidationsministeriums, erstellt, die dann nur mehr zwei Wochen amtierte, bis der Kaiser aufgab.

### Verfassungsexperte der Republik Österreich
Nach Ausrufung des am 30. Oktober 1918 gegründeten Staates Deutschösterreich als Republik am 12. November 1918 wurde Kelsen vom sozialdemokratischen Staatskanzler Karl Renner immer wieder als Experte für Verfassungsfragen herangezogen. Im März 1919 wurde er mit der Ausarbeitung der Verfassung des neuen Staates beauftragt. Das von der Konstituierenden Nationalversammlung beschlossene Bundes-Verfassungsgesetz vom 1. Oktober 1920 ist zwar nicht, wie es oft heißt, von ihm allein verfasst, aber von ihm maßgeblich mitgestaltet worden. Das so genannte B-VG (der Bindestrich grenzt es von auf Grund der Verfassung erlassenen Bundesverfassungsgesetzen ab) gilt in der Fassung von 1929 (Stärkung der Rechte des Bundespräsidenten, Neugestaltung des Verfassungsgerichtshofes) mit den Modifikationen durch den EU-Beitritt 1995 bis heute.

### Verfassungsrichter
1919 wurde Kelsen als parteiunabhängiger Experte Mitglied des Verfassungsgerichtshofes (VfGH). Die Tätigkeit als Verfassungsrichter und vor allem die behauptete Nähe zur Sozialdemokratischen Partei trugen ihm viel Kritik ein, nachdem ab 1920 konservative Regierungen amtierten. Der sozialdemokratische Wiener Bürgermeister Jakob Reumann hatte entgegen dem Ersuchen des konservativen Innenministers die Aufführung von Arthur Schnitzlers „Reigen“ nicht verboten; die von der Bundesregierung gegen Reumann vor dem Verfassungsgerichtshof erhobene Anklage scheiterte. Reumann hatte weiters ohne Genehmigung der Regierung ein Krematorium in Wien errichten lassen; der VfGH erkannte, er habe sich in einem entschuldbaren Rechtsirrtum befunden.
Besonderen Anstoß nahmen die Konservativen an einem familienrechtlichen VfGH-Erkenntnis. Die Ehescheidung war damals in Österreich noch nicht eingeführt. Der sozialdemokratische niederösterreichische Landeshauptmann, Albert Sever, hatte jedoch per Dispens die standesamtliche Wiederverheiratung nach einer Trennung gestattet; man sprach von so genannten Dispensehen oder Sever-Ehen. Hatte der von der Bundesregierung dagegen angerufene Oberste Gerichtshof diese Ehen für ungültig erklärt, so hob der Verfassungsgerichtshof die Dispensehen nicht auf und entfachte damit wütende Reaktionen der katholischen Kirche und der Christlichsozialen. Kelsen wurde beschuldigt, der geistige Vater dieser VfGH-Erkenntnisse gewesen zu sein.
Anlässlich der Neugestaltung des Verfassungsgerichtshofes 1929/30 wurden die Mandate der bisherigen Verfassungsrichter ex lege beendet. Die konservative Bundesregierung nahm Kelsen nicht in ihren auf Grund der Verfassungsnovelle 1929 zu erstellenden Ernennungsvorschlag an den Bundespräsidenten für von ihr zu besetzende Mandate auf. Die Sozialdemokraten, stärkste Fraktion im Nationalrat, boten ihm an, ihn auf die Liste der vom Nationalrat zu wählenden Verfassungsrichter aufzunehmen. Kelsen lehnte das Angebot ab, weil er nicht Richter von Gnaden einer Partei werden wollte.
Während der Sitzung vom 5. November 1930 der Wiener Juristischen Gesellschaft widmete ihm deren Obmann Friedrich von Engel folgende Abschiedsworte:

„Über die wissenschaftliche Bedeutung Kelsens, der eine eigene Rechtswissenschaft geschaffen hat, der den Ruhm der österreichischen Rechtswissenschaft im Ausland begründet hat, braucht in diesem Kreise kein Wort verloren zu werden. Sein Abgang von Wien bedeutet nicht nur einen schweren Verlust für die Wiener Universität, sondern für das geistige Leben Österreichs überhaupt. Kelsens Bedeutung beschränkte sich nicht nur auf das Gebiet der Rechtswissenschaft, sondern er hat als Schöpfer unserer Bundesverfassung und als Verfassungsrichter eine maßgebende Rolle im öffentlichen Leben Österreichs gespielt. Als Mitglied des Verfassungsgerichtshofes hat er durch seinen großen Ideenreichtum dessen Rechtsprechung in außerordentlich befruchtender Weise beeinflußt, bei Ausübung seines Richteramtes war er von unerschütterlicher Konsequenz und Unparteilichkeit. Nun hat ihm engherzige Parteipolitik ein längeres Verbleiben in Österreich unmöglich gemacht. Der Abgang Professor Kelsens ist ein trauriges Zeichen jener ‚Entpolitisierung‘, von der gerade jetzt wieder soviel die Rede ist. Wir wünschen, daß Professor Kelsen, der auch fern von der Heimat zum Ruhme der österreichischen Rechtswissenschaft beitragen wird, in seinem neuen Wirkungskreis Befriedigung finden möge.“

### Kelsen in Köln, Genf und Prag
Kelsen verließ Österreich in der Folge. Er äußerte in einem Interview mit der Wiener Allgemeinen Zeitung, es falle ihm schwer, von seiner Vaterstadt Abschied zu nehmen. „Ich verlasse Wien mit dem Gefühl der tiefsten Dankbarkeit, für alles, was mir diese schöne Stadt gegeben hat, ich verlasse Oesterreich mit den innigsten Wünschen für eine glückliche Zukunft.“ Die Professoren Max Layer, Alfred Verdross und Adolf Julius Merkl verabschiedeten Hans Kelsen mit einer Feier an der juristischen Fakultät der Universität Wien, „zu der sich fast alle Mitglieder des juristischen Lehrkörpers […] ohne Unterschied der Parteirichtung“ eingefunden hatten. Teilnehmer waren insbesondere Prorektor Wenzeslaus von Gleispach, Dekan Gustav Walker, Ministerpräsident a. D. Ernst Seidler von Feuchtenegg sowie Bundesrat Karl Gottfried Hugelmann.
1930 wurde Kelsen auf Anregung des Oberbürgermeisters Konrad Adenauer (katholische Zentrumspartei) Professor für Völkerrecht an der Universität zu Köln. Dort wurde er 1933 nach der Machtübernahme Hitlers wegen seiner bekannten demokratischen Auffassungen und seiner jüdischen Abstammung auf der Grundlage des NS-Gesetzes zur Wiederherstellung des Berufsbeamtentums vom 7. April 1933 bereits wenige Tage später von seinem Amt als Hochschullehrer beurlaubt. Carl Schmitt war der einzige Fakultätskollege, der sich einer an die preußische Regierung gerichteten Petition der Rechtswissenschaftlichen Fakultät zugunsten Kelsens nicht anschloss. 1933 wurde Kelsen in die American Academy of Arts and Sciences gewählt. Ende September 1933 wurde er als Professor der Universität Köln in den „endgültigen Ruhestand“ versetzt. Da er sich wie andere Betroffene zu diesem Zeitpunkt bereits im Ausland befand, konnte ihm diese Entscheidung nicht zugestellt werden. Sein Name stand daher auf einer vom preußischen Minister für Wissenschaft, Kunst und Volksbildung veröffentlichten Liste.
Noch 1933 trat Kelsen eine Professur für Völkerrecht am Institut universitaire de hautes études internationales in Genf an, wo er am 25. Oktober seine Antrittsvorlesung mit dem Titel « Le droit international et l'organisation de la paix » hielt. In Genf lehrte er bis 1940.
Im Mai 1936 wurde er außerdem von der tschechoslowakischen Regierung als Ordinarius für Völkerrecht an die deutsche Prager Karl-Ferdinands-Universität berufen (bis 1938). „Völkische Studenten“ hatten bereits im Vorfeld Demonstrationen angekündigt, weshalb Hans Kelsen von einer feierlichen Antrittsvorlesung Abstand genommen hatte. Trotz Sicherheitsmaßnahmen der Universität (Legitimationszwang) gelang es protestierenden Studenten, gewaltsam in die juristische Fakultät einzudringen: „[B]innen wenigen Minuten war der erste Stock, in dem der Hörsaal liegt, in dem Kelsen lesen sollte, von völkischen Studenten aller Fakultäten überfüllt.“
Im Jahr 1936 erwarb Kelsen (unter Verlust der deutschen und der österreichischen) die tschechoslowakische Staatsangehörigkeit. Kelsens Berufung nach Prag löste gewalttätige Proteste deutscher „völkischer“ und nationalsozialistischer Studenten aus. Nach nur drei Semestern war seine Prager Tätigkeit beendet. Ab dem Sommersemester 1937 hielt er keine Vorlesungen mehr, sondern nahm Urlaub und ging nach Genf. Danach nahm er seine Lehrtätigkeit in Prag nicht mehr auf.

### Kelsen in den Vereinigten Staaten
1940 emigrierte Kelsen in die USA. An der Harvard University erhielt er ein Ehrendoktorat, aber keine feste Anstellung. 1942 wechselte er an die University of California, Berkeley, wo er 1945 zum „Full Professor“ ernannt wurde und bis 1957 Politikwissenschaft lehrte. Am 31. Juli 1945 wurde Kelsen in San Francisco zusammen mit seiner Frau Margarete offiziell eingebürgert und vereidigt. Bei dieser Gelegenheit äußerte er: „Die größte Freude meines Lebens war, als erster Professor von Hitler entlassen worden zu sein.“
Von Österreich wurde Kelsen nach 1945 in die Österreichische Akademie der Wissenschaften aufgenommen und offiziell geehrt, jedoch nicht zur Rückkehr nach Wien eingeladen.
Kelsen starb infolge eines Herzstillstandes am 19. April 1973 im Hospiz von Orinda. Seinem Wunsch entsprechend wurde er eingeäschert und seine Asche im Pazifik verstreut.

## Hauptbetätigungsfelder Kelsens

### Überblick
Kelsen, der philosophisch dem Marburger Neukantianismus nahestand, war der Begründer der Reinen Rechtslehre, mit der er den Rechtspositivismus auf eine neue theoretische Grundlage stellte. Die von ihm geprägte Verfassungsgerichtsbarkeit wirkte in ganz Europa beispielgebend. Er bekam elf Ehrendoktorate (Utrecht, Harvard, Chicago, Mexiko-Stadt, Berkeley, Salamanca, FU Berlin, Wien, New School for Social Research New York, Paris, Salzburg) für sein Lebenswerk.
Geistige Antipoden waren Carl Schmitt, Hermann Heller und Rudolf Smend, die ein stärker soziologisches, manchmal auch als „geisteswissenschaftlich“ bezeichnetes, Rechtsverständnis hatten (s. auch Der juristische und der „soziologische“ Staatsbegriff in der Weimarer Staatstheorie).
Ein zentrales Anliegen Kelsens war die Verteidigung der Freiheit, insbesondere der geistigen Freiheit, gegen jegliche Form der Unterdrückung. Ausdruck fanden diese Ideen des demokratisch und ideologiekritisch eingestellten Rechtsphilosophen in seiner klassischen Schrift Staatsform und Weltanschauung sowie im Aufsatz „Verteidigung der Demokratie“.

### Rechtstheorie
Der Kelsen-Spezialist Horst Dreier würdigte Hans Kelsen als den „Juristen des 20. Jahrhunderts“. Tatsächlich war sein Streben nach einer formalen Analyse des Rechts prägend für den deutschsprachigen Raum. Dabei vertrat Kelsen einen rein formalen Standpunkt, den er bereits in Hauptprobleme der Staatsrechtslehre herausarbeitete: In Abkehr von Georg Jellinek begriff er den Staat erstmals nicht mehr anhand der soziologisch tatsächlichen Kategorien „Staatsvolk, Staatsgebiet und Staatsgewalt“. Kelsen sah den Staat vielmehr als die Gesamtheit von rechtlichen Sollenssätzen. In Anlehnung an Immanuel Kant, sei Hauptmerkmal des Staates daher das Vorhandensein einer objektiven Rechtsordnung.
Die einzelnen Rechtsnormen werden in ihrer Entstehung durch eine in der von Adolf Merkl entwickelten Normenpyramide höherstehende Rechtsnorm bedingt, und jede Rechtsnorm bedingt ihrerseits wiederum das Entstehen einer im Rang niedrigeren Norm (Stufenbau der Rechtsordnung). Dadurch gelangt man allerdings in einen unendlichen Regress, da über jeder Norm eine höhere stehen müsste. Um dieses Problem zu lösen, führte Kelsen die so genannte hypothetische Grundnorm ein. Die hypothetische Grundnorm dient als transzendentallogische Voraussetzung, um die Geschlossenheit eines Rechtssystems zu gewährleisten. Eine Norm gehöre nämlich nur dann einer Rechtsordnung an, wenn sie sich auf diese Grundnorm zurückführen lasse. Ursprünglich meinte Kelsen, dass die Grundnorm eine Hypothese sei, später ging er dazu über, in ihr eine Fiktion zu sehen. Im Gegensatz zum Institutionen-, beziehungsweise Pandektensystem, gehören etwa der „Personen“- oder der „Zurechnung“sbegriff der Rechtsgeschäftslehre  bei Kelsen nicht zu den formalen, normtheoretisch notwendigen Rechtswesensbegriffen.
Kelsen legte größten Wert auf die Unterscheidung der Kategorien Sollen und Sein (siehe Humes Gesetz). Allein auf Grund der Tatsache, dass etwas ist, kann nicht darauf geschlossen werden, dass es auch so sein soll. Es handelt sich daher um verschiedene Denkkategorien im Sinne Kants. Normen gehören dem Bereich des Sollens an. Ihre spezifische Existenz wird Geltung genannt. Eine Norm kann ihre Geltung nur von einer anderen – höheren – Norm herleiten, niemals aus einer bloßen Tatsache (etwa Macht).
Gegenstand der Rechtswissenschaft sind nach Kelsen ausschließlich Rechtsnormen. Natürlich gäbe es auch andere Normensysteme wie Sitte und Moral; letztere sei aber Gegenstand der Ethik, die sich eben mit Normen der Moral befasse. Diese Auseinandersetzung nimmt in seinem Werk zur Reinen Rechtslehre umfangreichen Platz ein. Der Rechtswissenschaftler habe in seiner Darstellung des geltenden Rechts nicht zu prüfen, ob eine Norm nach bestimmten Moralvorstellungen gerecht oder ungerecht erscheine. Dies wäre eine unzuverlässige Vermengung von verschiedenen Normensystemen und widerspräche der Forderung nach Reinheit der Rechtslehre.
Kennzeichnend für Kelsens System ist, dass er sich aus methodologischen Gründen gegen das „Naturrecht“ wendet. Als „Naturrecht“ wird ein System von Rechtsgrundsätzen bezeichnet, in dem die gleichbleibende Natur des Menschen als vernünftiges Wesen aus der Natur der Dinge abgeleitet wird, wobei der Ursprung wie auch die Geltung vom menschlichen Handeln unabhängig sind, so dass diese ein über der positiven Rechtsordnung eigenständiges Dasein führen können. In diesem Zusammenhang bleibt die Frage offen, was die „hypothetische Grundnorm“ anderes als Naturrecht sein soll, beziehungsweise eine Norm aus der Natur der Sache.
Kelsen räumte aber auch ein, dass bei der Rechtsgestaltung und Rechtserzeugung ethische und soziologische Fragen eine Rolle spielen.
In einem 1953 erschienenen Aufsatz fasste er die Ergebnisse seines Nachdenkens über die Gerechtigkeit folgendermaßen zusammen:

„Ich habe diese Abhandlung mit der Frage begonnen: Was ist Gerechtigkeit? Nun, an ihrem Ende, bin ich mir wohl bewusst, diese Frage nicht beantwortet zu haben. Meine Entschuldigung ist, dass ich in dieser Hinsicht in bester Gesellschaft bin.… Und in der Tat, ich weiß nicht und kann nicht sagen, was Gerechtigkeit ist, die absolute Gerechtigkeit, dieser schöne Traum der Menschheit. Ich muss mich mit einer relativen Gerechtigkeit begnügen und kann nur sagen, was Gerechtigkeit für mich ist.“

### Soziologie

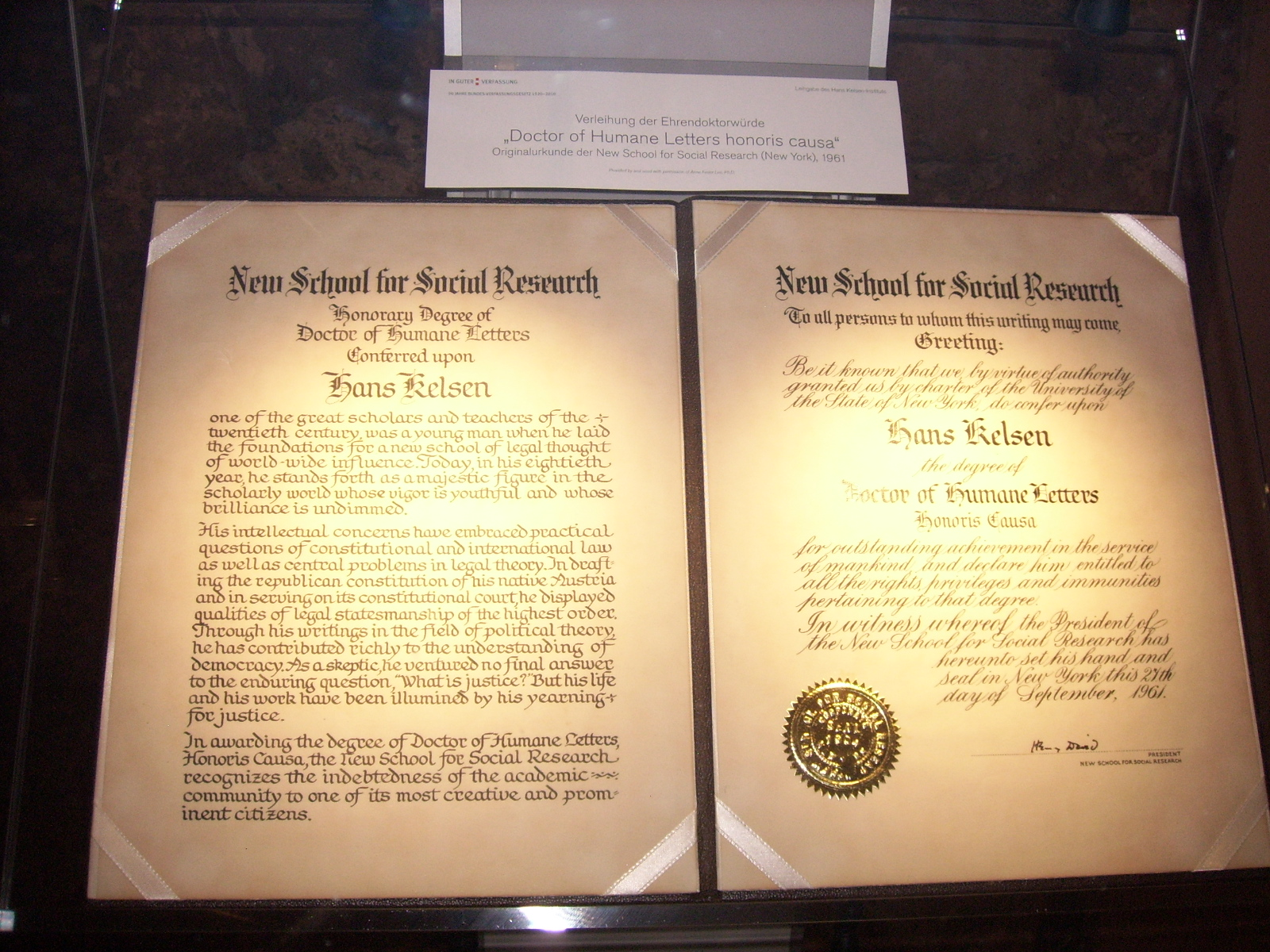
Hans Kelsen erhielt mehrere Ehrendoktorwürden, unter anderem von der „New School for Social Research“

Auf dem Gebiet der Soziologie ist vor allem sein Briefwechsel mit Eugen Ehrlich (Kelsen-Ehrlich-Debatte) zu erwähnen, in dem der Rechtspositivismus Kelsens auf das Rechtsverständnis Ehrlichs trifft, das der damals noch herrschenden Begriffsjurisprudenz durch einen stärkeren Bezug zur Rechtswirklichkeit entgegentritt. Kelsen trennte in dieser Diskussion zwischen der Soziologie und dem Recht. Die strikte Trennung beruht auf seiner Ausfassung, dass die Soziologie genauso eine Seinslehre sei wie die Mathematik und wie jede Naturwissenschaft. Diesen Wissenschaften ist gemein, dass sie Aussagen treffen über etwas, das dem Beweis zugänglich ist und damit als wahr oder falsch bestimmt werden kann. Die Rechtswissenschaft hingegen sei eine Sollenswissenschaft, deren Aussagen weder verifiziert noch falsifiziert werden könnten. Das liege daran, dass die Rechtswissenschaft Aussagen alleine darüber treffe, ob etwas sein soll, ob etwas gelten soll, getan, geduldet oder unterlassen werden soll. Solche Aussagen könnten nur gültig sein oder nicht gültig sein. Als sein auf diesem Gebiet bedeutendstes Werk wird Der soziologische und der juristische Staatsbegriff aus dem Jahre 1922 angesehen.

### Demokratietheorie
Kelsen selbst war ein Verfechter der Demokratie, für die er schon 1920 das Prinzip von Mehrheit und legitimer Opposition im Sinne eines modernen Pluralismus formulierte und mit dem Relativismus von weltanschaulichen Überzeugungen begründete. Gegen die sowjetische Form der Diktatur, die sich ihm als „Absolutismus eines politischen Dogmas“ und eine „dieses Dogma vertretende Parteiherrschaft“ darstellt, erklärte er 1920 als „höchsten Wert“ der Demokratie, dass sie „den politischen Willen jedermanns gleich einschätzt“ und „jeden politischen Glauben, jede politische Meinung … gleichermaßen achtet“. Das hat Folgen: „Die für die Demokratie so charakteristische Herrschaft der Majorität unterscheidet sich von jeder anderen Herrschaft dadurch, daß sie eine Opposition — die Minorität — ihrem innersten Wesen nach nicht nur begrifflich voraussetzt, sondern auch politisch anerkennt und in den Grund- und Freiheitsrechten, im Prinzipe der Proportionalität schützt.“ Die Politik der Demokratie, so Kelsen, sei „eine Politik des Kompromisses“. In seiner Denkschrift Vom Wesen und Wert der Demokratie, 1920 erstmals erschienen, diskutierte er intensiv das Prinzip der demokratischen Repräsentation.
Ebenfalls im Jahre 1920 wurde Kelsens Auseinandersetzung mit dem Marxismus unter dem Titel Sozialismus und Staat: eine Untersuchung zur politischen Theorie des Marxismus, veröffentlicht. Sozialismus war für Kelsen nur durch den Staat möglich, nicht aber ohne den Staat. Er gab damit der Idee Ferdinand Lassalles vom Staatssozialismus den Vorzug gegenüber der marxistischen Theorie.

### Staatsrecht
Kelsen wird mit Recht als der Begründer der modernen Verfassungsgerichtsbarkeit angesehen. Er gilt zwar weithin als der Schöpfer der österreichischen Bundesverfassung von 1920, mitgearbeitet hat er allerdings nur am Teilbereich der Verfassungsgerichtsbarkeit selbst. Grundgedanke war, die legislatorischen Akte (Rechtsschöpfungsakte) letztinstanzlich durch ein aus der allgemeinen Organisation der Gerichtsbarkeit ausgegliedertes Gericht kontrollieren zu lassen. Dadurch wird eine einheitliche Rechtsanwendung ermöglicht und einer rechtlichen Zersplitterung entgegengewirkt. Dass Kelsens Theorie sich nicht vollkommen in der Praxis durchsetzte, zeigte der Streit der Zivilgerichtsbarkeit mit dem österreichischen Verfassungsgerichtshof, an dem auch Kelsen Richter war, über die Auslegung der Voraussetzungen einer Ehescheidung. Dieser Streit führte letztlich zur Neuorganisation des Verfassungsgerichtshofes.
In Köln traf Kelsen auf Carl Schmitt und antwortete auf dessen Staatsansicht mit der Schrift Wer soll der Hüter der Verfassung sein?. Schmitt propagierte das System der absoluten Macht mit der These „Souverän ist, wer über den Ausnahmezustand entscheidet“, Kelsen stellte dem das Prinzip der Verfassungsgerichtsbarkeit entgegen.
Im Zuge der Gleichschaltung unter der Machtergreifung wurde Kelsen aufgefordert, die Universität zu Köln zu verlassen. Eine Petition, unterzeichnet von der gesamten Kölner Rechtslehrerschaft mit Ausnahme von Carl Schmitt, blieb erfolglos.

### Völkerrecht

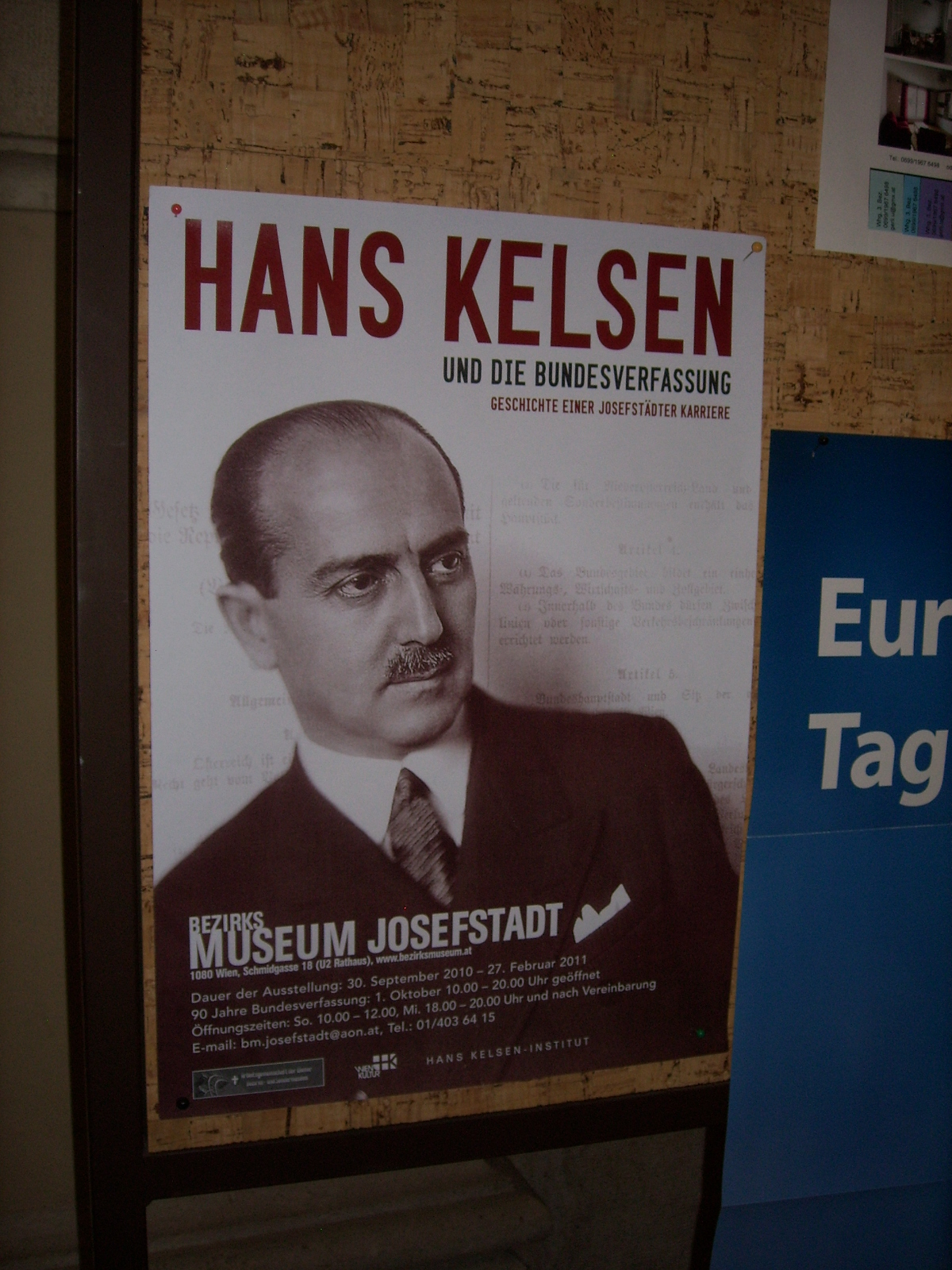
Plakat zur Ausstellung „Hans Kelsen und die Bundesverfassung“ im Bezirksmuseum Josefstadt 2010.

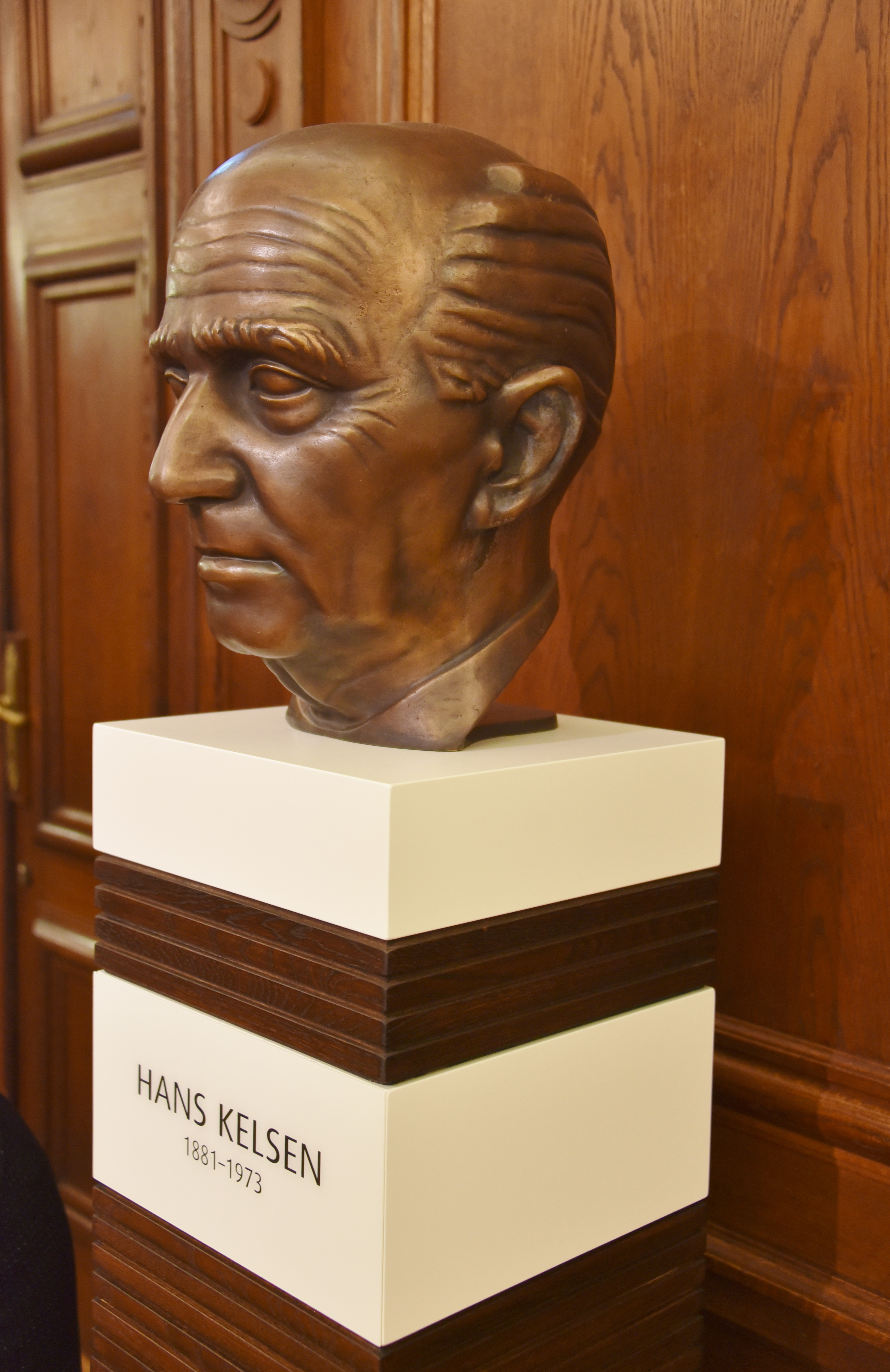
Büste Kelsens im Österreichischen Verfassungsgerichtshof

Die rechtstheoretischen Überlegungen für die letztlich angewendete Konstruktion des Viermächte-Status (etwa die bedingungslose Kapitulation der Wehrmacht) gehen teils auf Arbeiten Kelsens zurück.
Den Alliierten war bereits im Verlaufe des Zweiten Weltkrieges bewusst gewesen, dass sie im Falle der militärischen Besetzung Deutschlands keine handlungsfähige Regierung mehr antreffen würden. Die Alliierten übernahmen demnach die Aufgaben des besiegten Deutschen Reichs als Staats- und Völkerrechtssubjekt als Ganzes, ohne sich dieses anzueignen.
Während seiner Zeit in Berkeley befasste sich Kelsen eindringlicher mit der Anwendung seiner Normenlehre auf das Völkerrecht. So hat er einen heute immer noch in großen Teilen gültigen Kommentar zum Recht der Vereinten Nationen verfasst.

## Ehrungen und Forschung

### Auszeichnungen (Auszug)
- 1938: Ehrenmitgliedschaft der Amerikanischen Gesellschaft für internationales Recht
- 1950: Auswärtiges Mitglied der Königlich Niederländischen Akademie der Wissenschaften[20]
- 1953: Karl-Renner-Preis[21][22][23]
- 1960 Internationaler Antonio-Feltrinelli-Preis
- 1961 Großes Verdienstkreuz mit Stern der Bundesrepublik Deutschland
- 1961 Österreichisches Ehrenzeichen für Wissenschaft und Kunst
- 1961 Ehrendoktorat der Universität Wien[24]
- 1966 Ehrenring der Stadt Wien
- 1967 Großes Silbernes Ehrenzeichen mit dem Stern für Verdienste um die Republik Österreich
- 1967 Ehrendoktorwürde der Universität Salzburg
- 1967 Korrespondierendes Mitglied der British Academy[25]
- Im Jahr 1981 wurde in Wien (Bezirk Landstraße) die Kelsenstraße nach ihm benannt.

### Hans Kelsen-Institut und Hans-Kelsen-Forschungsstelle
Der Nachlass von Hans Kelsen war nach dessen Tod an seinen langjährigen Mitarbeiter Rudolf Aladár Métall gegangen, von diesem gelangte er an das Hans-Kelsen-Institut.
Aus Anlass des 90. Geburtstages von Hans Kelsen beschloss die österreichische Bundesregierung am 14. September 1971, eine Stiftung zu gründen, die den Namen „Hans Kelsen-Institut“ trägt. Das Institut nahm seine Tätigkeit 1972 auf; seine Aufgabe ist es, die Reine Rechtslehre und ihren wissenschaftlichen Widerhall im In- und Ausland zu dokumentieren, darüber zu informieren und die weitere Durchdringung, Fortführung und Entwicklung der Reinen Rechtslehre zu fördern. Zu diesem Zweck gibt der Verlag Manz eine eigene Schriftenreihe heraus, in der bis jetzt 33 Bände erschienen sind. Das Institut verwaltet die Rechte Kelsens an seinen Publikationen und verwahrt seinen wissenschaftlichen Nachlass, aus dem immer wieder postum Schriften veröffentlicht wurden und werden (so etwa 1979 die Allgemeine Theorie der Normen).
Zu Geschäftsführern des Hans Kelsen-Instituts wurden 1972 Kurt Ringhofer und Robert Walter bestellt, die dieses Amt bis zu ihrem Tod 1993 bzw. 2010 innehatten. Die gegenwärtigen Geschäftsführer sind Clemens Jabloner (seit 1993) und Thomas Olechowski (seit 2011).
2006 wurde an der Friedrich-Alexander-Universität Erlangen-Nürnberg die „Hans-Kelsen-Forschungsstelle“ unter Leitung von Matthias Jestaedt gegründet. Nach dessen Berufung an die Albert-Ludwigs-Universität Freiburg 2011 wurde auch die Forschungsstelle dorthin transferiert. Die Hans-Kelsen-Forschungsstelle gibt in Kooperation mit dem Hans Kelsen-Institut eine historisch-kritische Gesamtausgabe der Werke Kelsens im Mohr Siebeck Verlag heraus.
Mit Aufnahme des Projekts „Hans Kelsen Werke“ in das Programm der Union der deutschen Akademien der Wissenschaften entstand 2018 eine zweite Arbeitsstelle an der Goethe-Universität Frankfurt a. M.
Außerdem besteht eine Kelsen-Forschungsstelle Kiel an der Universität Kiel. Sie wird von Robert Alexy geleitet. An ihr wirkt als Senior Research Fellow Stanley L. Paulson.

## Schriften (Auswahl)
- Die Staatslehre des Dante Alighieri. Deuticke, Wien/Leipzig 1905 (Digitalisat).
- Der soziologische und der juristische Staatsbegriff. Kritische Untersuchung des Verhältnisses von Staat und Recht. Nachdr. der 2. Aufl. Tübingen 1928, Scientia Verlag, 1962 (Digitalisat).
- Hauptprobleme der Staatsrechtslehre, entwickelt aus der Lehre vom Rechtssatze. Mohr, Tübingen 1911, 2., photo-mechanisch gedruckte, um eine Vorrede vermehrte Auflage 1923, unveränderter Neudr., Scientia Verlag 1960 (Digitalisat).
- Über Staatsunrecht. Zugleich ein Beitrag zur Frage der Deliktsfähigkeit juristischer Personen und zur Lehre vom fehlerhaften Staatsakt. In: Zeitschrift für das Privat- und Öffentliche Recht der Gegenwart. Band 40. Alfred Hölder, Wien 1914, S. 1–114 (Digitalisat [abgerufen am 19. April 2023]).
- Vom Wesen und Wert der Demokratie Mohr, Tübingen 1920; 2., überarbeitete und erweiterte Auflage 1929; Neudruck der 2. Auflage: Scientia, Aalen 1981, ISBN 3-511-00058-0 (Digitalisat Ausgabe 1920).
- Sozialismus und Staat: Eine Untersuchung der politischen Theorie des Marxismus. Hirschfeld, Leipzig 1920 (Digitalisat); 3. Auflage: Wiener Volksbuchhandlung, Wien 1965.
- Österreichisches Staatsrecht: Ein Grundriss entwicklungsgeschichtlich dargestellt. Mohr, Tübingen 1923.
- Allgemeine Staatslehre. Springer, Berlin 1925 (Digitalisat).
- Die philosophischen Grundlagen der Naturrechtslehre und des Rechtspositivismus. R. Heise, Charlottenburg 1928 (Digitalisat).
- Wer soll der Hüter der Verfassung sein? W. Rothschild, Berlin-Grunewald 1931.
- Reine Rechtslehre: Einleitung in die rechtswissenschaftliche Problematik. Deuticke, Leipzig/Wien 1934; 2., vollständig neu bearbeitete und erweiterte Auflage: Deuticke, Wien 1960.
- Vergeltung und Kausalität: Eine soziologische Untersuchung. W. P. van Stockum, Den Haag 1941.
- General Theory of Law and State. Harvard University Press, Cambridge 1945.
- Society and Nature: A Sociological Inquiry. Kegan Paul, London 1946.
- The Law of the United Nations: a critical analysis of its fundamental problems. Stevens, London 1950.
- Was ist Gerechtigkeit? Deuticke, Wien 1953.
- Principles of International Law. Rinehart, New York 1952; 2. Auflage 1966.
- Allgemeine Theorie der Normen. Im Auftrag des Hans-Kelsen-Instituts aus dem Nachlass hrsg. von Kurt Ringhofer u. Robert Walter. Manz, Wien 1979.
- Werke. Hrsg. von Matthias Jestaedt. In Kooperation mit dem Hans-Kelsen-Institut. Mohr Siebeck, Tübingen 2007 ff., ISBN 978-3-16-149420-8.
- Verteidigung der Demokratie: Abhandlungen zur Demokratietheorie. Hrsg. von Matthias Jestaedt, Oliver Lepsius, Mohr Siebeck, Tübingen 2006 eingeschränkte Vorschau in der Google-Buchsuche